# بطولة آسيا للشباب تحت 19 عاما 2012
كانت بطولة آسيا للشباب تحت 19 عاما 2012 النسخة السابعة والثلاثون من المسابقة التي ينظمها الاتحاد الآسيوي لكرة القدم. وافق الاتحاد الآسيوي لكرة القدم على منح الإمارات العربية المتحدة استضافة بطولة آسيا للشباب تحت 19 عاما 2012 في 23 نوفمبر 2011. تأهل أفضل 4 فرق مباشرة إلى كأس العالم تحت 20 سنة لكرة القدم 2013 الذي أقيم في تركيا.

## المضيف
أعلنت اللجنة المنظمة عن إبداء بنغلايش، وإيران، وفلسطين، والإمارات العربية المتحدة، وأوزبكستان رغتبهم في استضافة النهائيات.
بحسب قرر اللجنة، ينبغي أن تتأهل الاتحادات الأعضاء إلى النهائيات ليكونوا مؤهلين لاستضافة المسابقة. تم الإفصاح عن اسم البلد المنظم أثناء اجتماع اللجنة يوم 23 نوفمبر 2011 اسنتاداً إلى نتائج التصفيات.

## الملاعب
| المدن      | الملاعب            | السعة |
| ---------- | ------------------ | ----- |
| الفجيرة    | ملعب نادي الفجيرة  | 5,000 |
| رأس الخيمة | ملعب نادي الإمارات | 3,000 |

## التصفيات
أجريت قرعة التصفيات في 30 مارس 2011.

### المتأهلون
| - أستراليا - الصين - إيران - العراق | - اليابان - الأردن - كوريا الشمالية - كوريا الجنوبية | - الكويت - قطر - السعودية - سوريا | - تايلاند - الإمارات العربية المتحدة - أوزبكستان - فيتنام |

## القرعة
أجريت قرعة المسابقة النهائية يوم 13 مايو 2012 في دبي، الإمارات العربية المتحدة.
| الوعاء 1 (المضيف والأوائل)                                            | الوعاء 2                               | الوعاء 3                         | الوعاء 4                       |
| --------------------------------------------------------------------- | -------------------------------------- | -------------------------------- | ------------------------------ |
| الإمارات العربية المتحدة · كوريا الشمالية · أستراليا · كوريا الجنوبية | السعودية · اليابان · أوزبكستان · الصين | سوريا · إيران · فيتنام · تايلاند | الأردن · العراق · قطر · الكويت |

## مرحلة المجموعات
جميع الأوقات حسب ت ع م+04:00.

### المجموعة أ
| فريق                     | لعب | ف | ت | خ | له | عليه | ف.أ | نقاط |
| ------------------------ | --- | - | - | - | -- | ---- | --- | ---- |
| إيران                    | 3   | 2 | 1 | 0 | 9  | 1    | +8  | 7    |
| اليابان                  | 3   | 1 | 1 | 1 | 1  | 2    | −1  | 4    |
| الإمارات العربية المتحدة | 3   | 0 | 3 | 0 | 2  | 2    | 0   | 3    |
| الكويت                   | 3   | 0 | 1 | 2 | 1  | 8    | −7  | 1    |

| الإمارات العربية المتحدة | 1–1   | الكويت    |
| ------------------------ | ----- | --------- |
| راشد 34'                 | تقرير | الفهد 46' |

| اليابان | 0–2   | إيران                        |
| ------- | ----- | ---------------------------- |
|         | تقرير | برزاي 2' · كنعاني زادغان 56' |

| الكويت | 0–1   | اليابان         |
| ------ | ----- | --------------- |
|        | تقرير | إيوانانمي 45+2' |

| إيران       | 1–1   | الإمارات العربية المتحدة |
| ----------- | ----- | ------------------------ |
| جهانبخش 69' | تقرير | سعيد 83'                 |

| الإمارات العربية المتحدة | 0–0   | اليابان |
| ------------------------ | ----- | ------- |
|                          | تقرير |         |

| إيران                                                                | 6–0   | الكويت |
| -------------------------------------------------------------------- | ----- | ------ |
| مشاعي زاده 28' · بهلوان 53' · آزمون 58' · فاضلي 65'، 78' · تششمي 75' | تقرير |        |

### المجموعة ب
| فريق           | لعب | ف | ت | خ | له | عليه | ف.أ | نقاط |
| -------------- | --- | - | - | - | -- | ---- | --- | ---- |
| العراق         | 3   | 2 | 1 | 0 | 5  | 1    | +4  | 7    |
| كوريا الجنوبية | 3   | 2 | 1 | 0 | 3  | 1    | +2  | 7    |
| تايلاند        | 3   | 1 | 0 | 2 | 3  | 6    | −3  | 3    |
| الصين          | 3   | 0 | 0 | 3 | 2  | 5    | −3  | 0    |

| كوريا الجنوبية | 0–0   | العراق |
| -------------- | ----- | ------ |
|                | تقرير |        |

| الصين          | 1–2   | تايلاند                       |
| -------------- | ----- | ----------------------------- |
| فنغ غانغ 90+1' | تقرير | نوتيتشايا 84' · تونغكرويا 87' |

| العراق              | 2–1   | الصين          |
| ------------------- | ----- | -------------- |
| عبد الرحيم 43'، 62' | تقرير | وو يينغهان 38' |

| تايلاند       | 1–2   | كوريا الجنوبية                       |
| ------------- | ----- | ------------------------------------ |
| بوانغتشان 64' | تقرير | هور يونغ-جون 22' · كيم سيونغ-جون 72' |

| كوريا الجنوبية    | 1–0   | الصين |
| ----------------- | ----- | ----- |
| مون تشانغ-جين 80' | تقرير |       |

| تايلاند | 0–3   | العراق                                        |
| ------- | ----- | --------------------------------------------- |
|         | تقرير | حطاب 11' (ركلة.) · شوكان 49' · عبد الرحيم 52' |

### المجموعة ج
| فريق           | لعب | ف | ت | خ | له | عليه | ف.أ | نقاط |
| -------------- | --- | - | - | - | -- | ---- | --- | ---- |
| أوزبكستان      | 3   | 2 | 1 | 0 | 8  | 2    | +6  | 7    |
| الأردن         | 3   | 1 | 2 | 0 | 8  | 5    | +3  | 5    |
| كوريا الشمالية | 3   | 1 | 1 | 1 | 6  | 3    | +3  | 4    |
| فيتنام         | 3   | 0 | 0 | 3 | 2  | 14   | −12 | 0    |

| كوريا الشمالية | 1–1   | الأردن    |
| -------------- | ----- | --------- |
| ري جي-سونغ 76' | تقرير | قويدر 90' |

| أوزبكستان                                     | 4–0   | فيتنام |
| --------------------------------------------- | ----- | ------ |
| فومين 28' · سيرغييف 45+1'، 79' · حكيموف 90+1' | تقرير |        |

| الأردن                       | 2–2   | أوزبكستان                  |
| ---------------------------- | ----- | -------------------------- |
| عوض 49' · رحمانوف 65' (ه.ذ.) | تقرير | سيرغييف 60' (ركلة.)، 90+3' |

| فيتنام | 0–5   | كوريا الشمالية                                                                                   |
| ------ | ----- | ------------------------------------------------------------------------------------------------ |
|        | تقرير | كانغ نام-غوون 3' · باك ميونغ-سونغ 22' · جونغ كوانغ-سوك 62' · جانغ كوك-تشول 75' · كيم جو-سونغ 82' |

| كوريا الشمالية | 0–2   | أوزبكستان                        |
| -------------- | ----- | -------------------------------- |
|                | تقرير | سيرغييف 79' (ركلة.) · حكيموف 85' |

| فيتنام                                          | 2–5   | الأردن                                                    |
| ----------------------------------------------- | ----- | --------------------------------------------------------- |
| نغوين شوان نام 54' · نغوين تان هيين 85' (ركلة.) | تقرير | قويدر 52'، 87' · البشتاوي 64' · راتب 73' · العيساوي 90+1' |

### المجموعة د
| فريق     | لعب | ف | ت | خ | له | عليه | ف.أ | نقاط |
| -------- | --- | - | - | - | -- | ---- | --- | ---- |
| أستراليا | 3   | 1 | 2 | 0 | 3  | 2    | +1  | 5    |
| سوريا    | 3   | 1 | 1 | 1 | 7  | 4    | +3  | 4    |
| السعودية | 3   | 1 | 1 | 1 | 6  | 8    | −2  | 4    |
| قطر      | 3   | 1 | 0 | 2 | 4  | 6    | −2  | 3    |

| أستراليا   | 1–0   | قطر |
| ---------- | ----- | --- |
| غاميرو 11' | تقرير |     |

| السعودية      | 1–5   | سوريا                                      |
| ------------- | ----- | ------------------------------------------ |
| أ. الشهري 30' | تقرير | المواس 8'، 14'، 69' · التقي 10' · سالم 86' |

| قطر                | 2–4   | السعودية                                       |
| ------------------ | ----- | ---------------------------------------------- |
| محمد 20' · بدر 71' | تقرير | ص. الشهري 8' · المولد 16'، 56' · أ. الشهري 34' |

| سوريا      | 1–1   | أستراليا   |
| ---------- | ----- | ---------- |
| المواس 74' | تقرير | غاميرو 81' |

| أستراليا     | 1–1   | السعودية   |
| ------------ | ----- | ---------- |
| غاميرو 90+1' | تقرير | المولد 57' |

| سوريا              | 1–2   | قطر                 |
| ------------------ | ----- | ------------------- |
| المواس 68' (ركلة.) | تقرير | علاء الدين 44'، 49' |

## مرحلة خروج المغلوب

### المخطط
|  | ربع النهائي            | ربع النهائي            |                        |       | نصف النهائي | نصف النهائي |  |  | النهائي | النهائي |
|  |                        |                        |                        |       |             |             |  |  |         |         |
|  | 11 نوفمبر – رأس الخيمة |                        |                        |       |             |             |  |  |         |         |
|  |                        |                        |                        |       |             |             |  |  |         |         |
|  | إيران                  | 1                      |                        |       |             |             |  |  |         |         |
|  | إيران                  | 1                      | 14 نوفمبر – رأس الخيمة |       |             |             |  |  |         |         |
|  | كوريا الجنوبية         | 4                      |                        |       |             |             |  |  |         |         |
|  | كوريا الجنوبية         | 4                      | كوريا الجنوبية         | 3     |             |             |  |  |         |         |
|  | 11 نوفمبر – الفجيرة    |                        | كوريا الجنوبية         | 3     |             |             |  |  |         |         |
|  |                        |                        | أوزبكستان              | 1     |             |             |  |  |         |         |
|  | أوزبكستان (ج.)         | 2 (3)                  | أوزبكستان              | 1     |             |             |  |  |         |         |
|  | أوزبكستان (ج.)         | 2 (3)                  | 17 نوفمبر – رأس الخيمة |       |             |             |  |  |         |         |
|  | سوريا                  | 2 (0)                  |                        |       |             |             |  |  |         |         |
|  | سوريا                  | 2 (0)                  | كوريا الجنوبية (ج.)    | 1 (4) |             |             |  |  |         |         |
|  | 11 نوفمبر – رأس الخيمة |                        | كوريا الجنوبية (ج.)    | 1 (4) |             |             |  |  |         |         |
|  |                        | العراق                 | 1 (1)                  |       |             |             |  |  |         |         |
|  | العراق                 | العراق                 | 1 (1)                  | 2     |             |             |  |  |         |         |
|  | العراق                 | 14 نوفمبر – رأس الخيمة |                        | 2     |             |             |  |  |         |         |
|  | اليابان                | 1                      |                        |       |             |             |  |  |         |         |
|  | اليابان                | 1                      | العراق                 | 2     |             |             |  |  |         |         |
|  | 11 نوفمبر – الفجيرة    |                        | العراق                 | 2     |             |             |  |  |         |         |
|  |                        |                        | أستراليا               | 0     |             |             |  |  |         |         |
|  | أستراليا               | 3                      | أستراليا               | 0     |             |             |  |  |         |         |
|  | أستراليا               | 3                      |                        |       |             |             |  |  |         |         |
|  | الأردن                 | 0                      |                        |       |             |             |  |  |         |         |
|  | الأردن                 | 0                      |                        |       |             |             |  |  |         |         |
|  |                        |                        |                        |       |             |             |  |  |         |         |

### ربع النهائي
| أوزبكستان                    | 2–2   | سوريا                           |
| ---------------------------- | ----- | ------------------------------- |
| سيرغييف 44' · تاشبولاتوف 76' | تقرير | ميدو 38' · المواس 45+2' (ركلة.) |

| إيران       | 1–4   | كوريا الجنوبية                                                                 |
| ----------- | ----- | ------------------------------------------------------------------------------ |
| جهانبخش 29' | تقرير | مون تشانغ-جين 2' · لي غوانغ-هون 49' · كيم سيونغ-جون 81' · كوون تشانغ-هون 90+5' |

| أستراليا             | 3–0   | الأردن |
| -------------------- | ----- | ------ |
| غاميرو 10'، 55'، 83' | تقرير |        |

| العراق               | 2–1   | اليابان    |
| -------------------- | ----- | ---------- |
| شوكان 34' · كاظم 53' | تقرير | ياجيما 48' |

### نصف النهائي
| كوريا الجنوبية                                    | 3–1   | أوزبكستان   |
| ------------------------------------------------- | ----- | ----------- |
| كانغ سانغ-وو 51'، 76' · مون تشانغ-جين 61' (ركلة.) | تقرير | سيرغييف 66' |

| العراق                     | 2–0   | أستراليا |
| -------------------------- | ----- | -------- |
| عبد الرحيم 60' · حنتوش 85' | تقرير |          |

### النهائي
| كوريا الجنوبية      | 1–1   | العراق         |
| ------------------- | ----- | -------------- |
| مون تشانغ-جين 90+2' | تقرير | عبد الرحيم 35' |

## الفائز
| فائز بطولة آسيا تحت 19 سنة لكرة القدم 2012 |
| ------------------------------------------ |
| · كوريا الجنوبية · للمرة الثانية عشرة      |

## مسجلي الأهداف
7 أهداف
- إيغور سيرغييف

6 أهداف
- كوري غاميرو
- محمود المواس

5 أهداف
- مهند عبد الرحيم

4 أهداف
- مون تشانغ-جين

3 أهداف
- بلال قويدر
- فهد المولد

هدفين
- حسين فاضلي
- علي رضا جهانبخش
- محمد جبار شوكان
- كانغ سانغ-وو
- كيم سيونغ-جون
- أحمد علاء الدين
- أحمد الشهري
- تيمور حكيموف

هدف
- فنغ غانغ
- وو يينغهان
- سردار آزمون
- بهنام برزاي
- روزبه تششمي
- حسين كنعاني زادغان
- وليد مشاعي زاده
- إحسان بهلوان
- جواد كاظم حنتوش
- أحمد عباس حطاب
- علي عدنان كاظم
- تاكويا إيوانامي
- شينيا ياجيما
- ليث البشتاوي
- أحمد العيساوي
- فادي عوض
- صالح راتب
- جانغ كوك-تشول
- جونغ كوانغ-سوك
- كانغ نام-غوون
- كيم جو-سونغ
- باك ميونغ-سونغ
- ري جي-سونغ
- هور يونغ-جون
- كوون تشانغ-هون
- لي غوانغ-هون
- محمد الفهد
- صالح بدر
- مصعب خضر محمد
- صالح الشهري
- عدنان التقي
- حميد ميدو
- سامر سالم
- نغوين تان هيين
- نغوين شوان نام
- بيرابات نوتشايا
- تيتيبان بوانغتشان
- وورانات تونغكرويا
- سيف راشد
- يوسف سعيد
- ماكسيميليان فومين
- إختيار تاشبولاتوف

هدف ذاتي
- سردار رحمانوف (لعب ضد الأردن)

## الجوائز
- الهداف:  إيغور سيرغييف
- أفضل لاعب:  مهند عبد الرحيم
- أفضل حارس مرمى:  محمد حميد فرحان
- فريق اللعب النظيف:  العراق

## البلدان التي ستشارك فيكأس العالم تحت 20 سنة لكرة القدم 2013
تأهلت أفضل 4 فرق إلى كأس العالم تحت 20 سنة لكرة القدم 2013.
- أستراليا
- العراق
- كوريا الجنوبية
- أوزبكستان

## روابط خارجية
- بطولة آسيا تحت 19 سنة لكرة القدم
 (بالإنجليزية)